# الحمام الكبير بولاريجيا
الحمام الكبير بولاريجيا هو معلم أثري تونسي مصنف من قبل المعهد الوطني للتراث يقع في  ولاية جندوبة في الشمال الغربي التونسي، تحديدا في مدينة بولا ريجيا تم تصنيف المعلم في يوم  مارس 1905.